# باري كراوس
باري كراوس (بالإنجليزية: Barry Krauss)‏ هو لاعب كرة قدم أمريكية ومتحدث تحفيزي أمريكي، ولد في 17 مارس 1957 في بومبانو سيتي في الولايات المتحدة.

## وصلات خارجية
- باري كراوس على موقع مرجع كرة القدم المحترفة.كوم (الإنجليزية)
- باري كراوس على موقع قاعة ألاباما للمشاهير الرياضية (مؤرشف) (الإنجليزية)